# Edvard Hugo von Zeipel
Edvard Hugo von Zeipel (Österhaninge, 8 febbraio 1873 – Uppsala, 8 giugno 1959) è stato un astronomo svedese, attivo nel campo della meccanica celeste, astrofotografia e astrofisica teorica.
Lavorò presso l'Osservatorio di Stoccolma dal 1897 al 1900, partecipò a spedizioni scientifiche alle isole Spitzbergen nel 1898, 1901, e 1902, quindi lavorò presso l'Osservatorio di Pulkovo dal 1901 al 1902, presso l'Osservatorio di Parigi dal 1904 al 1906 ed infine presso l'Osservatorio astronomico di Uppsala dal 1911. Nel 1915 divenne professore di astronomia presso l’Università di Uppsala. 
La maggior parte del lavoro scientifico di von Zeipel è nel campo dell’astrofisica teorica, in particolare nel campo della meccanica celeste. Formulò il teorema, a lui intitolato, che relaziona il flusso radiante stellare in una stella che ruota uniformemente, alla sua gravità effettiva locale. 
A Edvard Hugo von Zeipel la UAI ha intitolato il cratere lunare von Zeipel e l'asteroide della fascia principale 8870 von Zeipel.